# Петров, Денис Алексеевич
Дени́с Алексе́евич Петро́в (род. 3 марта 1968 года, Ленинград, РСФСР, СССР) — советский и российский фигурист, выступавший в парном катании. В паре с Еленой Бечке он — серебряный призёр зимней Олимпиады в Альбервиле в 1992 году (от объединённой команды бывшего СССР). Заслуженный мастер спорта СССР (1992).
Кроме того, эта пара — бронзовые призёры чемпионата мира 1989 года, а также двукратные серебряные медалисты чемпионатов Европы (1991 и 1992 годы). Бечке и Петров выиграли последний чемпионат СССР (1991).

## Биография
Вместе с Бечке Денис Петров тренировался в группе Тамары Николаевны Москвиной.
После зимней Олимпиады 1992 года фигуристы ушли из любительского спорта и гастролировали с туром «Stars on Ice» по США, а также участвовали в чемпионатах мира среди профессионалов, один из которых выиграли (в 1996 году).
Денис Петров и Елена Бечке были женаты в период с 1990 по 1995 годы. После развода, тем не менее, они продолжали выступать как пара вплоть до 2000 года.
В июле 2005 года Денис Петров женился на китайской фигуристке Чэнь Лу; у них родилось двое детей — сын Никита и дочь Анастасия. Семья живёт в Китае в городе Шэньчжэнь, где Чэнь Лу руководит Академией фигурного катания.
В 2007 году Чэнь Лу и Денис Петров поддержали заявку российского города Сочи на проведение в нём зимних Олимпийских игр 2014 года. В рамках программы поддержки они приезжали в Россию и провели мастер-класс для юных фигуристов.

## Спортивные достижения
(С Бечке)
| Соревнования                         | 1988 | 1989 | 1990 | 1991 | 1992 | 1993 | 1994 | 1995 | 1996 | 1997 | 1998 | 1999 |
| ------------------------------------ | ---- | ---- | ---- | ---- | ---- | ---- | ---- | ---- | ---- | ---- | ---- | ---- |
| Зимние Олимпийские игры              |      |      |      |      | 2    |      |      |      |      |      |      |      |
| Чемпионаты мира                      |      | 3    |      | 4    | 4    |      |      |      |      |      |      |      |
| Чемпионаты Европы                    |      |      |      | 2    | 2    |      |      |      |      |      |      |      |
| Чемпионаты СССР                      |      |      | 4    |      | 1    |      |      |      |      |      |      |      |
| Trophée Lalique                      | 1    |      | 1    | 3    |      |      |      |      |      |      |      |      |
| NHK Trophy                           | 2    |      | 1    |      |      |      |      |      |      |      |      |      |
| Игры доброй воли                     |      |      | 3    |      |      |      |      |      |      |      |      |      |
| Чемпионаты мира среди профессионалов |      |      |      |      | 2    | 2    | 2    | 2    | 1    |      |      | 2    |